# Вибори в Греції

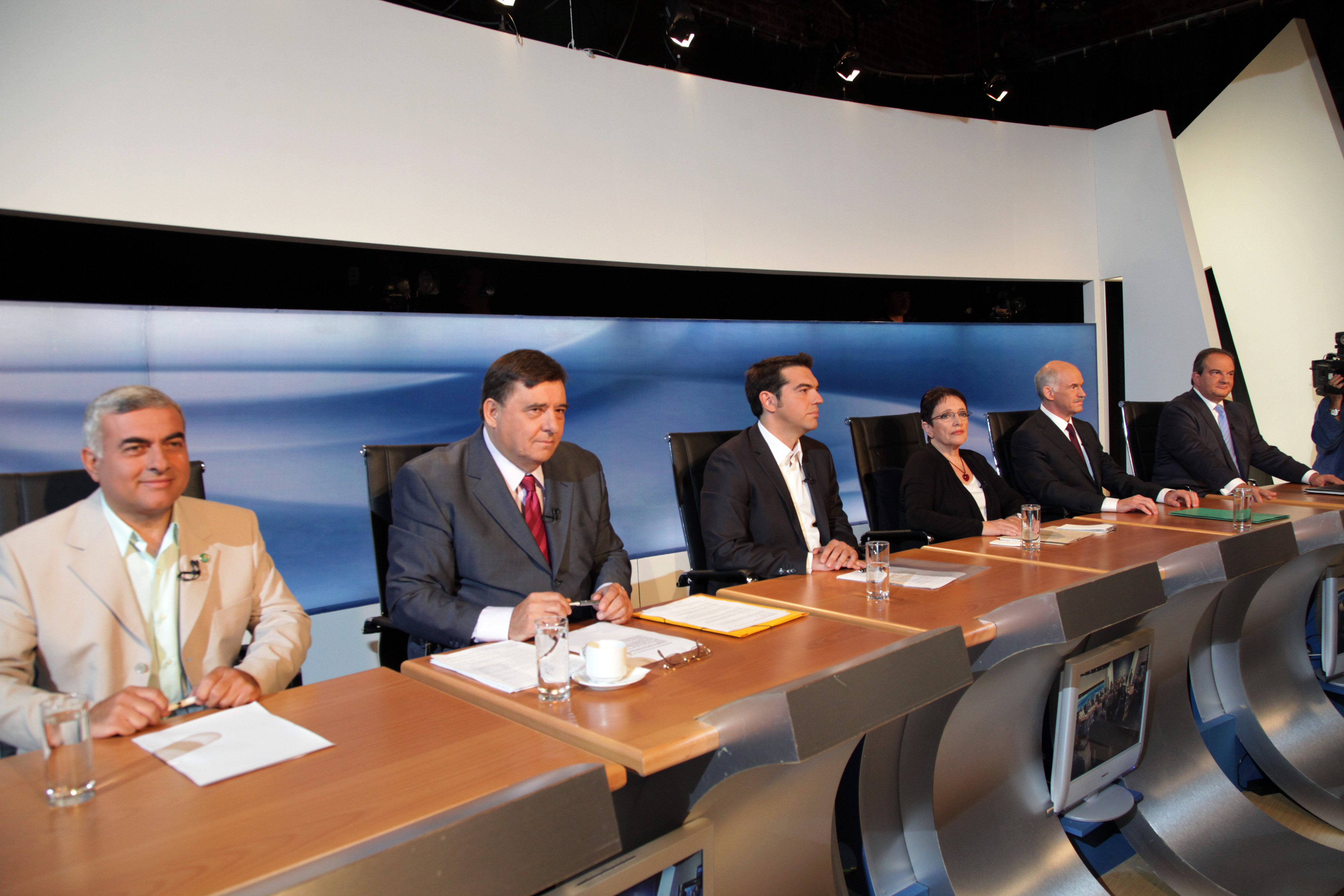
Теледебати лідерів політичних партій Греції 21 вересня 2009 року (зліва направо): Нікос Хризогелос (OP), Георгіос Каратзаферіс (LAOS), Алексіс Ципрас (SYRΙΖΑ), Алека Папаріга (KKE), Георгіос Папандреу, (ПАСОК), Костас Караманліс (НД)

Стаття Вибори в Греції присвячена виборчому праву, останнім виборам та їх результатам у Третій Грецькій Республіці, тобто від 1974 року, коли на референдумі остаточно була скасована монархія, дотепер.
Оскільки Греція — парламентська республіка, за результатами національних парламентських виборів формується більшість у Грецькому парламенті, лідер партії-переможниці стає прем'єр-міністром держави. Парламент також обирає Президента Греції.

## Парламентські вибори
Грецький парламент складається із 300 депутатів, що обираються на чотирирічний термін за системою «посиленого» пропорційного представництва за 56 виборчими округами, 48 з яких багатомандатні і 8 одномандатні. Місця визначаються у виборчому окрузі голосуванням, і виборці можуть обрати кандидата чи кандидатів за власним вибором, зазначивши своє ім'я учасника голосування. Тим не менш, партія, що здобула найбільшу кількість голосів виборців, отримує додатково 40 мандатів, які заповнюються кандидатами від цієї партії, які перебували у виборчому списку партії на нижчих щаблях, що попередньо не пройшли до парламенту.
Право голосу мають усі громадяни Греції у віці 25 років і старше. Починаючи із цього віку громадянин Греції набуває право бути обраним до Грецького парламенту. Особливість грецького виборчого права полягає у наданні права голосу грецьким громадянам, які постійно проживають за кордоном (близько 7 мільйонів осіб).

### Виборчі округи
Виборчі округи в Греції традиційно багатомандатні, і вони в основному збігаються з номами (префектурами). Кількість мандатів переглядається раз на десять років, після десятирічного перепису населення. Префектура округу не може бути позбавлені представництва, і не може бути об'єднана з іншими префектурами. Проте якщо їхнє населення росте непропорційно, можуть бути розділені на дрібніші округи.
Останні зміни виборчих округів в Греції відбулись 1967 року. Виходячи із демографічної ситуації, тільки 8 номів залишились одномандатними: Кефалонія, Лефкас, Евританія, Гревена, Самос, Теспротія, Фокіда і Закінф. Інші номи поділені на кілька виборчих округів. Наприклад, у складі ному Афіни виборчий округ «Афіни А» включає власне муніципалітет Афіни та частину метрополії Великих Афін, решту території охоплює виборчий округ «Афіни Б». До останнього входить 15 відсотків всього електорату Греції, які зрештою обирають 42 із 300 місць в Грецькому парламенті. Округ «Афіни А» обирає 15 місць в парламенті, округ «Салоніки» — 16 місць, «Аттика» (за винятком 4 округів Афін та двох округів Пірея) — 12 місць. Решта округів обирають тільки 1 депутата.

### Голосування
Голосування проводиться здебільшого у шкільних установах в неділю. Після дня виборів школи не працюють ще впродовж 4 днів, поки триває підрахунок голосів та інші процедури. До складу виборчої комісії входить Голова комісії — правник, який призначається місцевою Асоціацією правників (див. Bar association). Як секретарі йому допомагають місцеві жителі, яких обирають за жеребом, оскільки бути присяжним в Греції — громадянський обов'язок. В ході голосування чергує грецька поліція. Місцевим представникам партій також дозволено контролювати підрахунок голосів, їх теоретична роль полягає в забезпеченні прозорості, на практиці вони жодним чином не беруть участі у підрахунку.
Традиційно голосування триває від 7 години ранку до 7 або 8 години вечора. В індивідуальному порядку час може продовжити Голова комісії, якщо на ділянці присутні виборці в черзі, аби проголосувати. Виборець віддає посвідчення особи, отримує повний комплект бюлетенів і порожній конверт. Виборець віддає свій голос у відокремленій кабіні, запечатує конверт і опускає в урну для голосування тільки запечатаний конверт. Після цього він отримує назад своє посвідчення особи (в Греції — ідентифікаційна карта).
Виборці можуть обирати конкретних кандидатів у бюлетені, ставлячи позначку «хрест» навпроти їх імен. Максимально допустима кількість позначок визначається кількістю мандатів за конкретним округом. Інше знаки, крім хрестів, поруч з іменем кандидату, можуть призвести до визнання бюлетеня недійсним, оскільки їх наявність може тлумачитись порушення таємниці голосування. Бюлетені з більшою кількістю обраних кандидатів, що перевищує зазначений максимум зараховуються в загальну кількість набраних голосів партією, але не мають права враховуватись під час другої частини підрахунку, коли визначаються конкретні кандидати, що потрапляють в парламент від партії.
Як тільки на місцях підрахунок закінчився, результат підрахунку повідомляється офіційно, тоді бюлетені опечатують і транспортують до Центральної виборчої служби при Міністерстві внутрішніх справ. Служба перераховує усі бюлетені. Якщо виникають суперечності, для їх з'ясування спеціально скликається Еклогодікейон, тобто виборчий суд. Він виносить офіційні рішення, а потім офіційно публікує імена депутатів, що увійшли до новообраного парламенту. Виборчий суд може скликатись повторно, вже після початку роботи Парламенту, для заповнення місць, які стануть вакантними у випадку смерті або відставки депутата. Такі місця заповнюються відповідно до нижчих щаблів партійного списку.

### Результати виборів
| Партії в уряді Греції від 1974 року |                                                   |     |     |     |     |     |     |     |     |     |     |     |     |     |    |
| \| \| Партії \| '74 \| '77 \| '81 \| '85 \| '89 \| '89 \| '90 \| '93 \| '96 \| '00 \| '04 \| '07 \| '09 \| 12 \| \| \| Нова Демократія \| X \| X \| \| \| X \| X \| X \| \| \| \| X \| X \| \| \| \| \| ПАСОК \| \| \| X \| X \| \| X \| \| X \| X \| X \| \| \| X \| \| \| \| Комуністична партія Греції (у складі Сінаспізмос) \| \| \| \| \| X \| X \| \| \| \| \| \| \| \| \| \| \| Сінаспізмос \| \| \| \| \| X \| X \| \| \| \| \| \| \| \| \| |                                                   |     |     |     |     |     |     |     |     |     |     |     |     |     |    |
| | Партії                                            | '74 | '77 | '81 | '85 | '89 | '89 | '90 | '93 | '96 | '00 | '04 | '07 | '09 | 12 |
| | Нова Демократія                                   | X   | X   |     |     | X   | X   | X   |     |     |     | X   | X   |     |    |
| | ПАСОК                                             |     |     | X   | X   |     | X   |     | X   | X   | X   |     |     | X   |    |
| | Комуністична партія Греції (у складі Сінаспізмос) |     |     |     |     | X   | X   |     |     |     |     |     |     |     |    |
| | Сінаспізмос                                       |     |     |     |     | X   | X   |     |     |     |     |     |     |     |    |

|  | Партії                                            | '74 | '77 | '81 | '85 | '89 | '89 | '90 | '93 | '96 | '00 | '04 | '07 | '09 | 12 |
|  | Нова Демократія                                   | X   | X   |     |     | X   | X   | X   |     |     |     | X   | X   |     |    |
|  | ПАСОК                                             |     |     | X   | X   |     | X   |     | X   | X   | X   |     |     | X   |    |
|  | Комуністична партія Греції (у складі Сінаспізмос) |     |     |     |     | X   | X   |     |     |     |     |     |     |     |    |
|  | Сінаспізмос                                       |     |     |     |     | X   | X   |     |     |     |     |     |     |     |    |

#### Європейські вибори
| Політична партія | Політична партія                            | Фракція Європарламенту               | Кількість голосів | %     | +/-    | Кількість мандатів | +/- |
| ---------------- | ------------------------------------------- | ------------------------------------ | ----------------- | ----- | ------ | ------------------ | --- |
|                  | Загальногрецький соціалістичний рух (ПАСОК) | Партія європейських соціалістів      | 1,878,859         | 36.64 | +2.61  | 8                  | ±0  |
|                  | Нова демократія (НД)                        | Європейська народна партія           | 1,655,636         | 32.29 | -10.72 | 8                  | -3  |
|                  | Комуністична партія Греції (KKE)            | Європейські об'єднані ліві           | 428,283           | 8.35  | -1.13  | 2                  | -1  |
|                  | Народний православний заклик (LAOS)         | Незалежність/Демократія              | 366,615           | 7.14  | +3.02  | 2                  | +1  |
|                  | Ліво-радикальна коаліція (SYRΙΖΑ)           | Європейські об'єднані ліві           | 240,898           | 4.70  | +0.54  | 1                  | ±0  |
|                  | Партія зелених (OP)                         | Зелені — Європейський вільний альянс | 178,964           | 3.49  | +2.88  | 1                  | +1  |
|                  | Інші партії                                 |                                      |                   |       |        |                    |     |
|                  | Всього                                      |                                      |                   | 100 % | —      | 300                | —   |

#### Національні вибори
| Політична партія | Політична партія                            | Кількість голосів | %     | +/-   | Кількість мандатів | +/- |
| ---------------- | ------------------------------------------- | ----------------- | ----- | ----- | ------------------ | --- |
|                  | Загальногрецький соціалістичний рух (ПАСОК) | 2,993,375         | 43.94 | +5.82 | 160                | +58 |
|                  | Нова демократія (НД)                        | 2,281,693         | 33.49 | −8.38 | 91                 | -60 |
|                  | Комуністична партія Греції (KKE)            | 513,247           | 7.53  | −0.61 | 21                 | -1  |
|                  | Народний православний заклик (LAOS)         | 383,128           | 5.62  | +1.83 | 15                 | +5  |
|                  | Ліво-радикальна коаліція (SYRΙΖΑ)           | 312,869           | 4.59  | −0.44 | 13                 | -1  |
|                  | Партія зелених (OP)                         | 171,943           | 2.52  | +1.48 | 0                  | —   |
|                  | Інші партії                                 |                   |       |       |                    |     |
|                  | Всього                                      |                   | 100 % | —     | 300                | —   |

## Президентські вибори
Глава держави — Президент Грецької Республіки — обирається парламентом на п'ятирічний термін, не більше двох термінів поспіль. Балотуватись в президенти може будь-яка особа, якщо:
- має грецьке громадянство, принаймні 5 останні років,
- має батька або матері грецького походження,
- досягла 40 років або більше,
- має право голосу.

Коли закінчується термін президентських повноважень, парламент голосує за обрання нового президента. У перших двох голосуваннях кандидатура має обрати 2/3 голосів (від 200 голосів). У третьому і останньому голосуванні кандидатура має набрати від 3/5 (від 180 голосів) більшості. Якщо третє голосування не змогло обрати Президента, парламент розпускається. Нові парламентські вибори призначає колишній Президент впродовж наступних 30 днів. Новообраний парламент повторює процедуру виборів президента, проте у першому голосуванні кандидатура має набрати від 3/5 більшості, у другому голосуванні — абсолютну більшість (від 151 голосу), а під час третього голосування достатньо простої більшості голосів. Система спланована таким чином, щоб сприяти досягненню консенсусу серед кандидатів у президенти від основних політичних партій.
| Президенти Грецької Республіки від 1975 року |                           |                 |                                   |
| \| 19 червня 1975 — 15 травня 1980 \| Константінос Цацос \| \| перше голосування \| \| 15 травня 1980 — 10 березня 1985 \| Константінос Караманліс \| \| третє голосування \| \| 30 березня 1985 — 4 травня 1990 \| Христос Сардзетакіс \| \| третє голосування \| \| 4 травня — 10 березня 1995 \| Константінос Караманліс \| \| друге голосування (після виборів) \| \| 10 березня 1995 — 11 березня, 2000 \| Константінос Стефанопулос \| Політична весна \| третє голосування \| \| 11 березня 2000 — 12 березня 2005 \| Константінос Стефанопулос \| \| перше голосування \| \| 12 березня 2005 — 3 лютого 2010 \| Каролос Папульяс \| \| перше голосування \| \| 3 лютого 2010[2] — чинний \| Каролос Папульяс \| \| перше голосування \| |                           |                 |                                   |
| 19 червня 1975 — 15 травня 1980 | Константінос Цацос        |                 | перше голосування                 |
| 15 травня 1980 — 10 березня 1985 | Константінос Караманліс   |                 | третє голосування                 |
| 30 березня 1985 — 4 травня 1990 | Христос Сардзетакіс       |                 | третє голосування                 |
| 4 травня — 10 березня 1995 | Константінос Караманліс   |                 | друге голосування (після виборів) |
| 10 березня 1995 — 11 березня, 2000 | Константінос Стефанопулос | Політична весна | третє голосування                 |
| 11 березня 2000 — 12 березня 2005 | Константінос Стефанопулос |                 | перше голосування                 |
| 12 березня 2005 — 3 лютого 2010 | Каролос Папульяс          |                 | перше голосування                 |
| 3 лютого 2010 — чинний | Каролос Папульяс          |                 | перше голосування                 |

| 19 червня 1975 — 15 травня 1980    | Константінос Цацос        |                 | перше голосування                 |
| 15 травня 1980 — 10 березня 1985   | Константінос Караманліс   |                 | третє голосування                 |
| 30 березня 1985 — 4 травня 1990    | Христос Сардзетакіс       |                 | третє голосування                 |
| 4 травня — 10 березня 1995         | Константінос Караманліс   |                 | друге голосування (після виборів) |
| 10 березня 1995 — 11 березня, 2000 | Константінос Стефанопулос | Політична весна | третє голосування                 |
| 11 березня 2000 — 12 березня 2005  | Константінос Стефанопулос |                 | перше голосування                 |
| 12 березня 2005 — 3 лютого 2010    | Каролос Папульяс          |                 | перше голосування                 |
| 3 лютого 2010 — чинний             | Каролос Папульяс          |                 | перше голосування                 |

## Місцеві вибори
На місцевих виборах в Греції обираються супер-номархи, номархи та мери відповідно у 3 супер-номархіях, 54 номархіях, 900 муніципалітетах і 135 комунах Греції, а також радники для роботи в супер-префектурах, префектурах, муніципальних та комунальних радах.
За нинішньої системи голосування, кандидат у супер-номархи, номархи та мери муніципалітетів вважається переможцем, якщо у першому турі голосування набирає від 42 % голосів виборців. Якщо жоден кандидат не досягає цього відсоткового порогу, другий тур голосування проводиться між двома лідерами першого туру.
Перші вибори номархів відбулися в 1994 році (Закон 2218/1994). До того номархи призначались на свої посади. 42%-й поріг був введений правовою реформою 2006 року, раніше поріг становив 50 відсотків у першому турі.
Вибори до рад комун відбуваються за мажоритарним принципом в один тур, тобто президентом комуни стає той кандидат, який у першому турі набрав найбільшу кількість голосів виборців.
Місцеві вибори в Греції проводилися раз на кожні чотири роки, традиційно в жовтні. Після прийняття 2010 року Програми «Каллікратіса» поділ на номи був скасований, а місцеві вибори відбуватимуться раз на 5 років. Хоча новий адміністративний поділ Греції вступить в силу 2011 року, місцеві вибори 2010 року відбулися відповідно до Програми тільки у периферії, муніципалітети та комуни.

## Референдуми і плебісцити
Чинна Конституція Греції передбачає два види референдумів:
- Референдум з питання «прийнятого закону»
- Референдум з питання «національного інтересу».

Всі референдуми і плебісцити, проведені в Греції в період з 1920 по 1974 рік стосувались форми правління, а саме збереження, відновлення або скасування монархії. На останньому плебісциті в 1974 році монархія остаточно скасована і як конституційна модель обрана парламентська республіка.